# Oh!デビー
『Oh!デビー』（オー！デビー）は、2011年10月1日から同年10月22日まで全4話、BSスカパー!開局記念番組として放映されたテレビドラマ番組。矢田亜希子主演。BSスカパー!、フジテレビの共同著作ドラマである。

## 概要
スカパーJSATが放送開始15周年を迎え、2011年10月より新BSデジタル放送（BSスカパー!）の放送が開局されることに伴い、オリジナルコンテンツとして開局記念番組『34時間元気TV』、オリジナルバラエティショー『BAZOOKA!!!』と合わせて、オリジナル連続ドラマとして本作が製作された。
毎週土曜の後10時より全4話で放映された。
放映は好評であり、地上波でもフジテレビにて2012年1月4日深夜より4夜連続で放映された。
第3話の脚本は鈴木太一が執筆したが、これが鈴木の脚本家デビューとなる。

## あらすじ
引っ込み思案の田中花梨（矢田亜希子）は30歳を目前にし、憧れのミュージカル劇団「トップハット」の入団オーディションを受けるが何もできずに不合格。しかし、「トップハット」と同じ系列の歌劇団「デビー」の演出家松宮多門に誘われる。歌劇団「デビー」は筆頭女優の有紗（森久美子）をはじめ“おデブ”ばかりの歌劇団だった。
花梨はさっそく「デビー」の舞台に立たされるものの、口をパクパクさせるだけだった。デビーの劇団員たちは花梨を団員とは認めず、いつ辞めるのか賭けをして盛り上がっているような始末。惨憺たる結果ではあったものの、花梨は初舞台を踏んだ喜びにあふれていた。
花梨と違って「トップハット」のオーディションに合格した西園寺アンナは初舞台を踏めないことにいら立ち、「トップハット」社長に「トップハット」二軍が「デビー」の劇場で練習公演を行う許可を取り付ける。社長も松宮に「デビー」に「新しい物」を要求する。松宮は社長の要求を劇団員に告げ、劇団員たちも何を変えれば良いのかと考え始める。その頃、赤字続きの「デビー」に対し月末までの黒字化を果たさなければ「デビー」は解散との条件が経営会議で出される。
新しい演出、グッズの販売といったアイデアで、客足は少しずつ向上。雑誌に「デビー」の公演、特にセンターに立つ花梨のことが良い評価で掲載されたことで、観客も更に増え始め、立ち見も出始める。このまま行けば月末には黒字化の公算も出てきた。
その頃、「トップハット」の演出家南条啓介は社長に呼び出され、花梨という原石を見いだせなかったこと、現在の「トップハット」の土台は以前に演出をしていた松下が築いたことを指摘される。南条は花梨に「トップハット」への移籍を持ちかける。

## キャスト
特に記載が無い場合、出典はallcinema。
田中花梨（29歳）
演 - 矢田亜希子（幼少時：近藤里沙）
幼い頃にミュージカル劇団「トップハット」のトップスター・醍醐有紗の公演を見て憬れるが、その夢は封印して普通の人生を送っていた。結婚および30歳を前にこれまでの人生を省みて、女優になる夢を目指そうとする。
醍醐有紗（41歳）
演 - 森公美子（若い頃：中山エミリ）
「デビー」筆頭女優。かつては「トップハット」のトップスターだった。
西園寺アンナ（20歳）
演 - 笹本玲奈
オーディションに合格し、「トップハット」の新人女優となる。父は西園寺不動産を経営しており、「デビー」の経営陣でもある。
城咲マリア（27歳）
演 - 陽月華
「トップハット」の筆頭女優。
滝本勤（23歳）
演 - 夕輝壽太
「デビー」の衣装係。
霧島新平（29歳）
演 - 大口兼悟
花梨の婚約者。
ミス・ファット
演 - 渡辺直美
「デビー」の寮長。
田中佐緒里
演 - キムラ緑子
花梨の母親。
ローズ富子
演 - 木野花
「トップハット」の女社長。
松宮多門（43歳）
演 - 瀬下尚人
「デビー」の演出家。以前は「トップハット」で演出をしていた。
南条啓介（41歳）
演 - 葛山信吾
「トップハット」の演出家。以前は、有紗や松宮と「トップハット」とステージに出演していた。
「デビー」の劇団員
富樫晴菜、安田カナ、袋小路林檎、枝元萌、屋良夏美、あべみずほ、尾畑美依奈、小林きな子、星野園美、山田あさこ
その他出演者
佐藤誓、おかやまはじめ、森下能幸、西慶子、ト字たかお、田口寛子、広山詞葉、川崎真実、西興一朗、斉木しげる、村松利史、栗山絵美、青木一

## スタッフ
特に記載が無い場合、出典はallcinema。
演出田中亮
プロデュース関卓也、大木綾子
企画S.O.R.A.
脚本小峯裕之、鈴木太一
音楽櫻井真一
ナレーション越村友一
劇中歌山崎燿

## DVD
2012年1月にはポニーキャニオンよりDVD-BOXが販売されている。